# Sky Blu (rappeur)
Pour les articles homonymes, voir Gordy (homonymie) et Austen.
Skyler Austen Gordy (né le 23 août 1986 à Los Angeles) est un rappeur, auteur-compositeur-interprète, DJ et danseur américain, plus connu sous le nom de Sky Blu (écrit 8ky 6lu). Il est le petit fils de Berry Gordy, fondateur du label Motown, ainsi que le frère de la chanteuse et DJ Mahogany LOX.
8ky est surtout connu pour son rôle en tant que membre du groupe LMFAO, groupe qu'il a créé en Avril 2006 avec son oncle Redfoo. Ils comptabilisent deux albums, Party Rock et Sorry for Party Rocking sortis respectivement en 2009 et en 2011, ainsi que de nombreux singles comme Party Rock Anthem ou Sexy & I Know It.

## Carrière

### LMFAO (2006-2012)
C'est en 2006 que Sky et Redfoo forment leur groupe LMFAO dans le quartier Pacific Palisades à Los Angeles, en Californie. Redfoo et 8ky sont respectivement demi-oncle et demi-neveu. Redfoo est le fils de Berry Gordy, fondateur du label Motown, et de Nancy Leiviska. 8ky est le petit fils de Berry Gordy et de Thelma Coleman par le biais de leur fils, Berry Gordy IV, et de sa femme Valerie Robeson.
LMFAO lance l'EP intitulé Party Rock sur l'iTunes Music Store le 1er juillet 2008. L'album éponyme est publié le 7 juillet 2009. Il se classe 33e au Billboard 200 et 2e au Top Electronic Albums. Le premier single extrait de cet album, I'm in Miami Bitch, publié en décembre 2008, se classe 51e du Billboard Hot 100 et 47e des ventes au Canada6.
Le duo enregistre ensuite son deuxième album, Sorry for Party Rocking. Le premier single, Party Rock Anthem, est publié en mars 2011. Il est réalisé avec la chanteuse britannique Lauren Bennett, et produit par GoonRock. En 2011, la chanson est celle ayant connu le plus de succès auprès du public, finissant à la première place aux États-Unis, au Canada, au Royaume-Uni et dans plus d'une dizaine de pays.[réf. nécessaire] Le second single, intitulé Champagne Showers, est publié le 27 mai 2011 avec la chanteuse britannique Natalia Kills. Le troisième single extrait, Sexy and I Know It, est publié le 3 octobre 2011. Malgré des débuts difficiles, le single se place à la première place en Australie et au Canada, puis est dans le top 10 des ventes d'une vingtaine de pays.[réf. nécessaire]
Il est annoncé début 2012 que 8ky est atteint d'une hernie discale, ce qui le contraint à annuler certaines de ses apparitions. Redfoo devra assurer seul le concert du 6 juillet au Festival d'été de Québec. Le duo connaît cependant des disputes durant sa carrière, dont une, mi-juillet 2012, qui pousse Redfoo à se produire seul le 19 juillet lors du Festival des Vieilles Charrues et lors de concerts de l'été. Cette altercation est une des causes de la séparation momentanée du duo fin septembre 2012.[Interprétation personnelle ?],
En septembre 2016, soit 4 ans après la séparation du groupe, 8ky donne plus de détails quant à la séparation du groupe par le biais de sa page Facebook. Il y explique que c'est à la suite de sa hernie discale que les disputes entre lui et Redfoo auraient commencées. Lorsque 8ky ressent ses premières douleurs dans le dos avant un important concert, il décide de rester en loge et de laisser Redfoo assurer le show seul, ce que ce dernier aurait mal pris. 8ky explique ensuite qu'il a dû rester chez lui pendant près d'un an et y suivre une rééducation intense, année durant laquelle son oncle n'aurait pas daigné prendre de ses nouvelles ni lui rendre visite. C'est à la suite de cette année difficile que 8ky apprends la décision de Redfoo de dissoudre le groupe LMFAO. Dans sa publication Facebook, 8ky explique également que plus le groupe gagnait en popularité, plus son acolyte devenait obsédé par le pouvoir et par sa notoriété. Skyler reproche particulièrement à son oncle d'avoir voulu s'approprier le groupe et d'avoir tout mis en œuvre pour faire barrière à sa carrière solo,,.

### W.E.E.D. (2012)
En 2012, 8ky crée, avec les artistes Shwayze et Mark Rosas, le groupe W.E.E.D. (herbe en anglais) qui est en fait l'acronyme de We Evolve Every Day ("on évolue tous les jours" en anglais). Le groupe sort son seul et unique album éponyme durant l'été 2012. Avec ses 9 morceaux, l'album offre une ambiance soul et hip hop ainsi qu'une reprise du titre I Won't Go de la chanteuse Adele. À l'heure actuelle, on ne sait toujours pas si de futures collaborations entre les 3 artistes auront lieu. On ignore également le statut du groupe, s'il est toujours officiellement formé ou séparé.

### Des débuts difficiles (2012-2015)
En janvier 2013, 8ky présente au public son premier morceau Pop Bottles qu'il écrit, compose et interprète avec l'auteur-compositeur-interprète Mark Rosas. Trois mois plus tard, un clip est mis en ligne sur YouTube et le single réussit finalement à se hisser à la 25e place des Hot Dance Club Songs et à la 87e place du Canadian Hot 100.
Seulement quelques jours après la sortie du clip de Pop Bottles, Skyler annonce son second single, lui aussi composé avec Mark Rosas. Intitulé Salud, le morceau (accompagné d'un clip sous forme de court métrage) met en scène 8ky, l'artiste dominicain Sensato, l'acteur Wilmer Valderrama, et Reek Rude (qui est à l'origine le manager de 8ky). Les 4 compagnons, hors la loi et dont les têtes sont mises à prix, font halte dans un saloon et commandent 4 whisky. Seulement, le serveur se voit contraint de leur servir du lait et leur explique que la loi interdit la consommation d'alcool dans la ville. C'est alors que la chanson démarre et que la troupe improvise une fête en plein milieu du saloon, tentant de faire découvrir l'alcool aux habitués.
Le 4 juillet 2013, le premier album de 8ky est mis en ligne sur internet et disponible en téléchargement gratuit. Composé avec l'artiste Mark Rosas Rebel Music, plutôt orienté Hip hop et EDM[Interprétation personnelle ?], passe inaperçu malgré la participation des rappeurs Shwayze & Riff Raff. Seuls les singles Pop Bottles et Salud inclus dans l'album parviennent à se faire remarquer[réf. nécessaire], notamment grâce à leurs clips décalés et à leurs sonorités proches de celles du groupe LMFAO.[Interprétation personnelle ?]
8ky revient à la charge en janvier 2014 avec un single aux influences jazzy et hip hop intitulé Go On Girl. Il en fait la promotion sur le plateau du Arsenio Hall Show, talk-show américain diffusé sur la chaîne CBS. Le 9 juin de la même année, le clip est publié sur YouTube. Il narre l'histoire d'un détenu (joué par 8ky) qui tente par tous les moyens de s'évader du pénitencier dans lequel il est retenu. L'été suivant, l'artiste publie plusieurs remix, notamment de Drake ou de Beyoncé, téléchargeables gratuitement sur SoundCloud.
Au mois de décembre de la même année, 8ky est invité à ouvrir en direct la cérémonie de Miss Monde avec son nouveau morceau EDM We Love Girls en collaboration avec K.G. Superstar. Durant leur performance, les artistes étaient accompagnés de toutes les miss pour danser en leur compagnie. Le single sort le jour même sur iTunes et 20 % des fonds récoltés sont directement reversés à l'association "Beauty with a Purpose".
L'année 2015 n'est marquée que par la sortie d'un unique single, dans lequel 8ky expose sa vision du monde et de la musique. Le morceau Hip-hop intitulé Fxck Yeah est accompagné d'un clip réalisé par 8ky lui-même dans lequel on peut le voir dans une pièce totalement noire rapper et danser entre 2 conférences de presse. Le morceau sera plus tard inclus dans l'album Fxck Yeah : Chaos To Consciousness sorti l'année suivante.

### Fxck Yeah: Chaos To Consciousness (2016)
Après 4 années plutôt discrètes sur la scène musicale, 8ky annonce le 23 août 2016, jour de son 30e anniversaire, la sortie de son premier véritable album intitulé Fxck Yeah : Chaos To Consciousness prévue le 23 septembre 2016. À travers ses trente morceaux, 8ky retrace l'évolution de sa vie depuis 2012 par le biais des paroles et des sonorités. Dans les quinze premiers titres, il parle de fête, de drogue, d'alcool, de filles, etc. À partir du seizième morceau, 8ky évoque plutôt ses problèmes, ses conflits, sa vie privée et professionnelle, LMFAO, etc. Il profite de cet album pour répondre à des questions que le public se pose sur lui, sur sa relation avec son oncle Redfoo et sur son mode de vie extravagant.[réf. nécessaire]

## Discographie

### Singles

#### En solo
| Titre                                                    | Album                              | Année |
| -------------------------------------------------------- | ---------------------------------- | ----- |
| Pop Bottles (featuring Mark Rosas)                       | Rebel Music                        | 2013  |
| Salud (featuring Reek Rude, Sensato & Wilmer Valderrama) | Rebel Music                        | 2013  |
| Go On Girl                                               | Non-album singles                  | 2014  |
| We Love Girls (featuring KG Superstar)                   | Non-album singles                  | 2014  |
| Fxck Yeah                                                | Fxck Yeah : Chaos To Consciousness | 2015  |
| Guacamole (with Sensato)                                 | Anunnaki (TBA)                     | 2016  |
| Figure It Out (with Sensato)                             | Anunnaki (TBA)                     | 2016  |
| I'm Hooked (Freestyle)                                   | Non-album singles                  | 2016  |

#### En featuring
| Titre                                                               | Artiste          | Album                                | Année |
| ------------------------------------------------------------------- | ---------------- | ------------------------------------ | ----- |
| Tonight (Hyper Crush Remix) (featuring Sky Blu)                     | Enrique Iglesias | Non-album singles                    | 2010  |
| F.U.M.C. (featuring Sky Blu & GoonRock)                             | DJ Homicide      | Non-album singles                    | 2011  |
| Drunk Off Your Love (featuring Sky Blu)                             | Shwayze & Cisco  | Island In The Sun                    | 2011  |
| I Need A Girl (featuring Sky Blu)                                   | BLAC             | Non-album singles                    | 2011  |
| Uh Oh (Came Here To Party) (featuring Sky Blu)                      | Leaf             | Non-album singles                    | 2011  |
| All Of The Time (featuring Sky Blu & Shwayze)                       | Mark Rosas       | DANCE                                | 2012  |
| Small Potatoes (featuring Sky Blu & Shwayze)                        | Mark Rosas       | DANCE                                | 2012  |
| #SEXSONG (produced by Sky Blu & Mark Rosas)                         | Big Bad          | Non-album singles                    | 2012  |
| Alcohol (Remix) (featuring Sky Blu)                                 | The Cataracs     | Loud XMas                            | 2012  |
| Bolt (featuring Sky Blu)                                            | Shwayze          | Shwayzed & Confused                  | 2012  |
| Perfect Gentleman (featuring Sky Blu)                               | Shwayze          | The Greatest Hits You've Never Heard | 2014  |
| Maldito Jumo (featuring Sky Blu, Sensato, Victor Magan & Reek Rude) | Juan Magan       | The King Is Back                     | 2015  |

### Remixes
- Talk Dirty (8ky Remix) - Jason Derulo featuring 2 Chainz
- Draft Day (8ky Remix) - Drake
- Happy (8ky Remix) - Pharrell Williams
- We Dem Boyz (8ky Remix) - Wiz Khalifa
- Partition (8ky Remix) - Beyoncé